# Duello nel Texas
Duello nel Texas è un film del 1963 diretto da Ricardo Blasco e Mario Caiano.
Duello nel Texas è il primo western prodotto dalla Jolly Film di Arrigo Colombo e Giorgio Papi, la casa che l'anno dopo produrrà Per un pugno di dollari, il film che aprirà l'epopea del western all'italiana.

## Trama
Vicino a Carteville, una piccola cittadina degli Stati Uniti confinante col Messico, c'è la casa dove vivono e lavorano i Martinez, una famiglia di cercatori d'oro messicani composta dall'anziano Don Diego e dai suoi figli Manuel ed Elisa. Nel nucleo familiare c'è anche Ricardo, un giovane orfano americano adottato da Diego soprannominato Gringo che da quattro anni si è trasferito in Messico per combattere al fianco dei rivoluzionari. Un giorno, mentre Manuel ed Elisa sono al lavoro, tre figure mascherate assalgono la fattoria dei Martinez, ferendo gravemente Don Diego e depredandolo di tutto l'oro raccolto in anni di lavoro. Manuel sente il rumore degli spari si precipita. Vede gli assalitori fuggire, li insegue ma viene ferito. Lo soccorre Gringo, fuggito dopo uno scontro con le truppe messicane e tornato giusto in tempo raccogliere l'ultimo respiro del padre adottivo.
Con l'aiuto di Manuel scopre che la responsabilità dell'aggressione è da ricercare in una organizzazione criminosa guidata dallo sceriffo di cui fanno parte anche alcuni notabili locali e Maria Huerta, la proprietaria del saloon: scopo delle loro azioni è quello di impadronirsi della terra dei Martinez. Quando sta per scoprire anche l'identità dei tre misteriosi assalitori della fattoria viene colpito da una ingiusta accusa di assassinio e condannato a morte. Liberato da Manuel ed Elisa affronta in un cruento duello gli oppressori della cittadina, sconfiggendoli una volta per tutte.